# Beriozovski (oblast de Sverdlovsk)
Pour les articles homonymes, voir Beriozovski.
Beriozovski (en russe : Берёзовский) est une ville de l'oblast de Sverdlovsk, en Russie. Sa population s'élevait à 54 378 habitants en 2013.

## Géographie

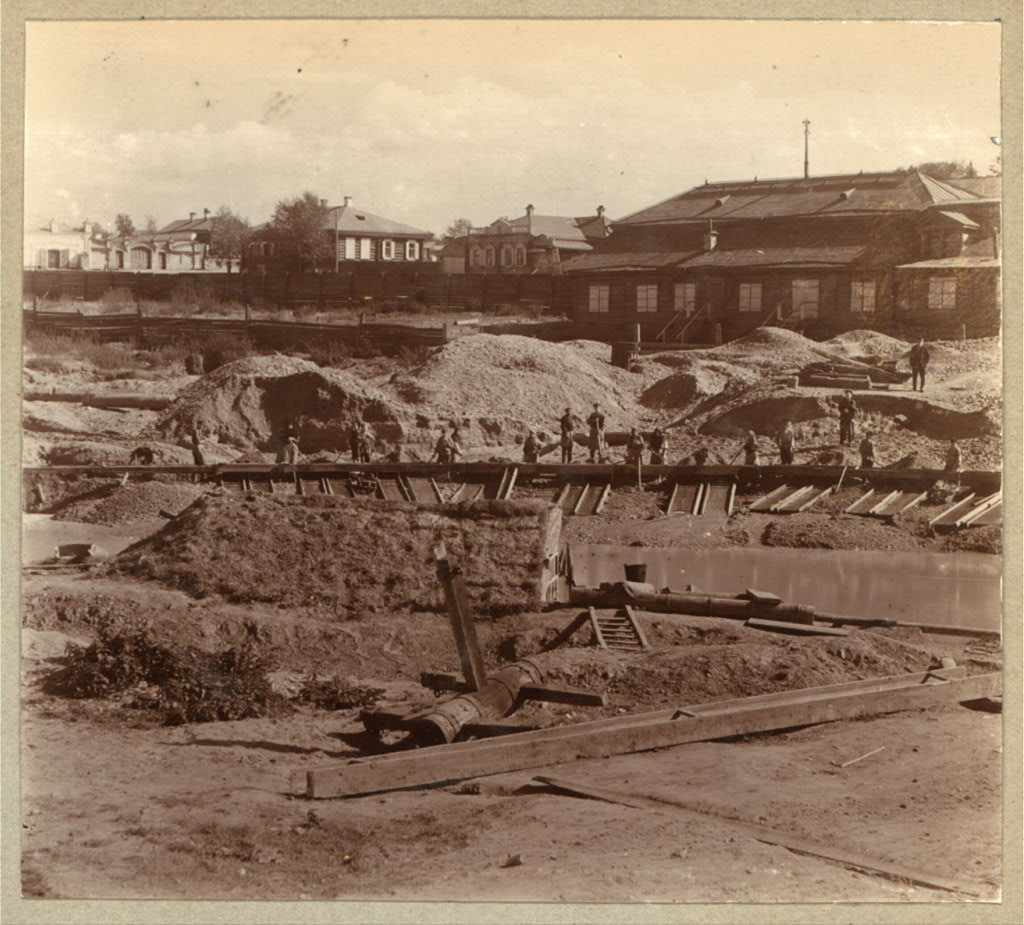
Exploitation aurifère en 1910.

Beriozovski est arrosée par la rivière Beriozovka, un affluent de la Pychma, dans le bassin de l'Ob. Elle est située à 13 km au nord-est de Iekaterinbourg.

## Histoire
Fondée en 1752 comme centre d'exploitation aurifère, Beriozovski accéda au statut de commune urbaine en 1928, puis à celui de ville en 1938.

## Population
La population de Beriozovski a continué de s'accroître après la dislocation de l'Union soviétique, une évolution très rare pour une petite ville de l'Oural.
Recensements (*) ou estimations de la population
| 1897*  | 1920  | 1926* | 1939*  | 1959*  | 1970*  |
| ------ | ----- | ----- | ------ | ------ | ------ |
| 11 119 | 9 188 | 8 032 | 25 617 | 30 631 | 38 428 |

| 1979*  | 1989*  | 2002*  | 2010*  | 2012   | 2013   |
| ------ | ------ | ------ | ------ | ------ | ------ |
| 42 212 | 47 944 | 46 744 | 51 651 | 53 264 | 54 378 |